# Амајић
Амајић је насеље у Србији у општини Мали Зворник у Мачванском округу. Према попису из 2022. било је 104 становника.

## Основна школа „Милош Гајић”
У селу се налази Основна школа „Милош Гајић”.

## Демографија
У насељу Амајић живи 143 пунолетна становника, а просечна старост становништва износи 37,5 година (36,6 код мушкараца и 38,3 код жена). У насељу има 57 домаћинстава, а просечан број чланова по домаћинству је 3,25.
Ово насеље је великим делом насељено Србима (према попису из 2002. године).
|  |

| Демографија | Демографија | Демографија |
| Година      | Становника  | Становника  |
| ----------- | ----------- | ----------- |
| 1948.       | 187         |             |
| 1953.       | 189         |             |
| 1961.       | 161         |             |
| 1971.       | 160         |             |
| 1981.       | 165         |             |
| 1991.       | 187         | 187         |
| 2002.       | 186         | 185         |

| Етнички састав према попису из 2002.‍ | Етнички састав према попису из 2002.‍ | Етнички састав према попису из 2002.‍ | Етнички састав према попису из 2002.‍ | Етнички састав према попису из 2002.‍ |
| ------------------------------------ | ------------------------------------ | ------------------------------------ | ------------------------------------ | ------------------------------------ |
|                                      |                                      |                                      |                                      |                                      |
| Срби                                 | Срби                                 |                                      | 184                                  | 98,92%                               |
| Румуни                               | Румуни                               |                                      | 1                                    | 0,53%                                |
| непознато                            | непознато                            |                                      | 1                                    | 0,53%                                |

| Година пописа     | 1948. | 1953. | 1961. | 1971. | 1981. | 1991. | 2002. |
| ----------------- | ----- | ----- | ----- | ----- | ----- | ----- | ----- |
| Број домаћинстава | 29    | 27    | 35    | 39    | 43    | 52    | 57    |

| Број чланова      | 1 | 2  | 3  | 4  | 5 | 6 | 7 | 8 | 9 | 10 и више | Просек |
| ----------------- | - | -- | -- | -- | - | - | - | - | - | --------- | ------ |
| Број домаћинстава | 9 | 11 | 12 | 12 | 8 | 5 | 0 | 0 | 0 | 0         | 3,25   |

| Пол    | Укупно | Неожењен/Неудата | Ожењен/Удата | Удовац/Удовица | Разведен/Разведена | Непознато |
| ------ | ------ | ---------------- | ------------ | -------------- | ------------------ | --------- |
| Мушки  | 74     | 22               | 48           | 2              | 2                  | 0         |
| Женски | 79     | 16               | 47           | 13             | 3                  | 0         |
| УКУПНО | 153    | 38               | 95           | 15             | 5                  | 0         |

| Пол    | Укупно                    | Пољопривреда, лов и шумарство | Рибарство                            | Вађење руде и камена | Прерађивачка индустрија       |
| ------ | ------------------------- | ----------------------------- | ------------------------------------ | -------------------- | ----------------------------- |
| Мушки  | 52                        | 2                             | 0                                    | 0                    | 18                            |
| Женски | 31                        | 11                            | 0                                    | 0                    | 2                             |
| УКУПНО | 83                        | 13                            | 0                                    | 0                    | 20                            |
| Пол    | Производња и снабдевање   | Грађевинарство                | Трговина                             | Хотели и ресторани   | Саобраћај, складиштење и везе |
| Мушки  | 1                         | 14                            | 2                                    | 1                    | 5                             |
| Женски | 0                         | 1                             | 4                                    | 3                    | 1                             |
| УКУПНО | 1                         | 15                            | 6                                    | 4                    | 6                             |
| Пол    | Финансијско посредовање   | Некретнине                    | Државна управа и одбрана             | Образовање           | Здравствени и социјални рад   |
| Мушки  | 1                         | 1                             | 2                                    | 2                    | 0                             |
| Женски | 0                         | 0                             | 2                                    | 5                    | 2                             |
| УКУПНО | 1                         | 1                             | 4                                    | 7                    | 2                             |
| Пол    | Остале услужне активности | Приватна домаћинства          | Екстериторијалне организације и тела | Непознато            | Непознато                     |
| Мушки  | 3                         | 0                             | 0                                    | 0                    | 0                             |
| Женски | 0                         | 0                             | 0                                    | 0                    | 0                             |
| УКУПНО | 3                         | 0                             | 0                                    | 0                    | 0                             |